# Nøset
Nøset (tidligere Strandgården) er en bevaringsværdig firlænget gård ved Ebeltoft, der er opført i 1877. Den har siden bl.a. været brugt som traktørsted.

## Navn og beliggenhed
Den firlængede gule gård med det særprægede navn Nøset ligger på strandengen ved indgangen til Ebeltoft der, hvor man drejer mod Femmøller og Mols. Navnet er en sammentrækning af ordet Nødhuset. Ordet nød skal i denne sammenhæng forstås positivt, da det er et gammelt ord for kvæg - altså kvæghuset. Gården er opført i 1877, og dens oprindelige navn er Strandgården.

### Historie
I 1940 købte maleren og fotografen Aage Fredslund Andersen og hans kone Grethe Strandgården. Planen var at drive landbrug om sommeren og male om vinteren. Her var 50 tønder land jord, men den var sandet og mager. Så de valgte at tilplante jorden med 20.000 grantræer. Skovbrug var hårdt og ikke særlig indbringende, så Grethe kom på tanken om at starte et traktørsted. Den 16. maj 1950 kunne man læse følgende i Demokraten:
"Den tidligere pressefotograf Fredslund Andersen åbner nu 10 tønder land gratis campingplads ved Strandgården. Senere skal der etableres en badebro. Om traktørsted ”Strandhytten” fortæller Fredslund: Her er det min kone Grethe, der står for det hele. Med elektriske kogeapparater og moderne udstyr kan hun for billige penge servere mad som bøfsandwich, varme pølser, sylte osv. Inde i hytten hænger en frise med fotografier fra Fredslunds bog ”Danmark –dit og mit” Strandhytten” åbnes 21. maj."
Op gennem halvtredserne blev stedet udvidet, og de gamle staldbygninger blev taget i brug, hvor der blev indrettet servering i de gamle båse. Stedet blev derfor til Nøset. 
I bogen 200 års kunst i Århus beskrev Lars Morell stedet som en slags popart lang tid før, popkunsten slog igennem. Her var en forvirrende blanding af hjemstavnsmuseum, gøgl, fotografier og malerier. Midt i det hele stod Fredslund selv - ude i Gedehuset der var hans domæne, hvor han underholdt og serverede fadøl. 
Fra 1954 underholdt den lokale særling Peter Baltzer, også kaldet Den sidst molbo på stedet. Peter klovnede og spillede violin for kunderne. Det siges, at når han stillede sig op og spillede ved et bord med kaffegæster, gik der ikke længe før, en eller anden gav ham nogle penge, så spillemanden ville gå videre.[kilde mangler]
Traktørstedet Nøset var berømt for sin gode kringle, lagkage og ikke mindst Grethes kartoffelsalat.[kilde mangler] Helt særlig var altså også stemningen og tiltrak folk fra nær og fjern.[kilde mangler] Igennem 50’erne og 60’erne blev Nøset et yndet udflugtsmål til søndagsturen. Traktørstedet lukkede i 1973, hvor tiden var løbet fra den slags steder. Fredslund Andersen blev boende på stedet til sin død i 1976.
I 1985 solgte Grethe Fredslund Andersen Nøset til revisor Bent Fredberg. I 1997 blev stedet blev restaureret. Gården var hans fødested, men han bosatte sig aldrig på stedet. 
Herefter stod stedet igen tomt, indtil det blev erhvervet af Henrik Frederiksen i 2013. Stedet blev restaureret yderligere, men stod stadig tomt.

## Bevaringsværdi
Gården blev i 1998 udpeget som bevaringsværdig med bevaringsværdien 4 i Ebeltoft Kommunes kommuneatlas.